# Svedjaträsket
Svedjaträsket är en sjö i kommunen Raseborg i landskapet Nyland i Finland. Sjön ligger 38,9 meter över havet. Den är 3,5 meter djup. Arean är 7 hektar och strandlinjen är 1,14 kilometer lång. Sjön  ingår i Finska vikens kustområde.   Den ligger omkring 76 kilometer väster om Helsingfors. 